# Женщина у окна
«Женщина у окна» (нем. Frau am Fenster) — картина немецкого художника-романтика Каспара Давида Фридриха, написанная в 1818—1822 гг. Картина находится в коллекции Национальной галереи Берлина.

## Описание
На картине изображена женщина перед окном почти пустой комнаты, стоящая спиной к зрителю. Зритель видит широкие половицы, смотрит на голые стены и в узкой нише, выдвинутой вперед, узкий подоконник, на котором стоят две бутылки на створке в крайнем правом углу, отделённые от женщины справа открытой центральной створкой. За бутылками по диагонали стоит тонкая продолговатая палочка, которая может быть кистью. По картине Георга Фридриха Керстинга 1811 года, которая находилась в доме на Ан-дер-Эльбе 26, можно узнать, что это мастерская Фридриха.
Женщина смотрит в окно, кажется, поглощённая работой. На ней зелёное плиссированное платье до щиколоток с белым оборчатым воротником, завязанное на талии тонкой лентой. Из-под платья выглядывают белые чулки и жёлтые туфельки. Её длинные волосы закручены и закреплены широким гребнем. Переливающиеся зелёные, серые и коричневые тона платья находят свое продолжение в обстановке комнаты. Согласно современной интерпретации, фигура, изображённая на картине это Каролина Фридрих, жена художника.
В нижней, светло-зелёной, затемнённой части оконной рамы в центре открыто окно, из которого открывается вид на мачты и такелаж двух парусников и ряд высоких тополей, которые, согласно традиции изображения пейзажей этого периода, выстроились вдоль берега Эльбы. Художник изобразил деревья и корабль впереди гораздо ближе к окну, чем они есть на самом деле. Эта близость нереальна. В верхней части окна мачта и такелаж ближайшего парусника продолжаются вправо, в остальном видно только голубое небо с облаками.

## Датировка
С 1916 года картину «Женщина у окна» датируют 1818 годом, и эта дата неоднократно подтверждалась исследователями. Это определение было основано на том, что интерьер в основном соответствует студии Фридриха, изображённой Керстингом в 1811 и 1819 годах, за исключением нескольких деталей. Студия художника находилась в дрезденской квартире в доме на Ан дер Эльбе 26, который художник покинул в 1820 году и переехал в дом на Ан дер Эльбе 33.
На основании позднего представления картины на выставку Дрезденской академии 1822 года Хельмут Бёрш-Шупан сделал вывод, что она, должно быть, только что закончена. В каталоге выставки Дрезденской академии 1822 года среди представленных впоследствии работ отмечено: «Аттлиер художника, написанный с натуры Фридрихом, членом академии». Более поздней датировке противоречит соответствие структурных деталей на сравниваемых картинах, которые вряд ли могли присутствовать в соседней квартире в том же виде. Тем не менее, с 1970-х годов преобладает дата 1822 год. Совсем недавно Вернер Хофманн вновь указал на узнаваемость студии до 1820 года.

## Провенанс
За исключением показа на выставке Дрезденской академии в 1822 году, картина первоначально находилась в семейном владении. Национальная галерея Берлина приобрела картину в 1906 году у Иоганны Фридрих из Грайфсвальда, невестки брата Каспара Давида Фридриха, Генриха. С 1986 по 2001 год картина находилась в Галерее романтизма в крыле Кнобельсдорф дворца Шарлоттенбург. С 2001 года картина экспонируется в Старой национальной галерее в Берлине.

## Структура и эстетика
Картина симметрична. Центральный шов пола и вертикальная перекладина оконного креста отмечают центральную ось. Оконная ниша сужает разреженное пространство картины. Все формы и линии усиливают ощущение предельной сдержанности. Три наклонных стыка пола создают впечатление пространственной глубины, оставляя пространство для женщины, а акцент на боковой границе рамы сужает это свободное пространство для женщины. Получившаяся архитектура создаёт пространственный характер тёмной монастырской кельи, подчёркнутый ярким контрастом мерцающей жёлто-зелёной зелени деревьев и синевы воды в небе.
Мачты и такелаж двух парусников образуют систему треугольников в прямоугольнике окна мансарды и в оконном люке (в виде триптиха), создавая таким образом геометрию внешнего и геометрию внутреннего пространства. Кроме того, мачта лодки справа как бы смещает ось картины немного вправо, что приводится в равновесие небольшим наклоном женщины влево, но визуально заставляет пространство проседать вправо. Левая вертикаль золотого сечения проходит по внутреннему краю рамы открытой центральной створки, правая — по центральному лонжерону этой самой створки. Узкая поперечина небесного окна снова делит его в пропорции золотого сечения.
В результате получается тонко нюансированное эстетическое взаимодействие движения в неподвижной живописной архитектуре. Женщина с её мягкими контурами кажется единственным живым существом в строго продуманной конструкции. Зритель картины сначала смотрит мимо женщины на пейзаж перед домом и чувствует больше, чем видит. Камера становится темной рамой для этого взгляда.

## Интерпретация сюжета картины

### Религиозная символика
В творчестве Фридриха сепия «Вид из окна художника, правое окно» 1805/06 года служит прелюдией к картине. Для Хельмута Бёрш-Шупана это приводит к религиозной интерпретации, в которой оконный крест обозначает Христа. Тёмный интерьер обозначает узость земного мира, который получает свет только через окно, открывающее доступ к сверхъестественному. Противоположный берег рассматривается как загробная жизнь в религиозном смысле, а невидимая река — как смерть, лодки готовы к переправе. Античный мотив подземной реки, которую Харон пересекает на своей лодке, переосмыслен в христианском смысле. Тополям приписывается символ тоски по смерти из-за их устремлённой вверх стройности.

### Образ рабства
Для Йенса Кристиана Йенсена смысл картины вытекает из её формы, согласно которой комната представляется как бы тюремной камерой, а женщина хочет выйти на свободу, что видно в богатой дали и необъятности, открывающейся в оконной части. Картина — образ человеческой тоски. Фридрих намекает на то, что женщины не приспособлены к свободной жизни в мире и не терпят общество в такой роли.

### Духовное послание
По мнению Вернера Хофмана, Фридриха в этой картине волновало духовное противостояние внутреннего и внешнего пространства. Мотивирующей прелюдией к этому служит написанное сепией окно с участком парка 1806 года. Здесь безкартинное пространство контрастирует с пышным парковым пейзажем. На картине «Женщина у окна» часть пейзажа закрыта; зритель догадывается о большем, чем видит, как в «религиозном окне». Ставни в форме триптиха могут ассоциироваться с алтарём. Женщина служит в картине фигурой-посредником. Эрик Форссман и Хартмут Бёме признают старый мотив окна романтическим мотивом разделения внутреннего и внешнего мира. Женщина воплощает идею тоски как фигура второго плана.
Вернер Буш предполагает, что Каролина Фридрих в это время могла быть беременна, и художник нашёл эстетическое выражение этому состоянию. Зелёный и коричневый во всех оттенках — цвета творения.
Очень многое изменилось с тех пор, как у меня появилась жена. Некоторые из моих старых простых предметов домашней обстановки уже не узнать, и я рад, что мой дом теперь выглядит чище и приятнее. Только в комнате, которую я использую для своих занятий, все осталось по-прежнему.Каспар Давид Фридрих

## Классификация в творчестве Фридриха
Картина «Женщина у окна» является уникальной в этом виде живописи в творчестве Фридриха, но имеется и ряд схожих по мотивам картин. Помимо мотивов окна с пустыми интерьерами, сгоревшая картина «Вечерний час» — ещё один мотив с окном и фигурами. Изображения интерьеров встречаются редко и ограничиваются несколькими ранними рисунками и несколькими картинами в позднем творчестве.
«Женщину у окна» также можно отнести к группе работ, в которых виды на пейзаж тематизируются как переходы в другие помещения и могут быть интерпретированы как аллегории. К ним относятся «Садовая беседка» (1818), «Кладбищенские ворота» (1825/30) и «Вход на кладбище» (1825). Наконец, «Женщина у окна» — одна из работ с очень заметными фигурами, изображёнными со спины, такими как «Странник над морем тумана» (1818) или «Женщина перед заходящим солнцем» (1818).

## Отзывы критиков
В анонимном отчете о художественной выставке в Дрездене осенью 1822 года говорится следующее:
Небольшая картина, изображающая мастерскую этого художника в ее своеобразной простоте, в центре фона окно с видом на Эльбу и стоящие напротив тополя, была бы очень верной и красивой, если бы Фридрих не последовал здесь опять своей прихоти, которую он так любит, а именно изображать людей сзади, его жена стоит у окна, как сейчас, отчасти освещение и положение очень невыгодны, отчасти он слишком часто повторяет такие фигуры, которые все выглядят одинаково.
Фридрих де ла Мотт Фуке увидел в картине жанровый мотив и написал сонет с комплиментом Каролине Фридрих после посещения мастерской художника в 1822 году.

## Мотив окна и фигура, написанная спиной к зрителю в искусстве
Сегодня картина «Женщина у окна» рассматривается как мотив, символизирующий романтическую перспективу тоски от внутреннего мира к внешнему, от интерьера к пейзажу. Зритель участвует в созерцании.
Мотив окна в живописи часто ассоциируется с фигурой написанной со спины. Как объект изображения, человек, выглядывающий из окна, изображённый со спины, передает символику окна — тоску, пограничное переживание между внутренним и внешним, безопасностью и угрозой, одиночеством и миром. Таким образом, сама картина является чем-то вроде окна в исторический мир, придуманный или доступный художнику.
Этот мотив рассматривается как исключение в творчестве Фридриха; предполагается, что он вдохновлён историей искусства. Возможно, художник был знаком с рисунком Иоганна Генриха Вильгельма Тишбейна «Гёте у окна римской квартиры на Корсо» 1787 года, который позволяет интимно встретиться с принцем поэтов. Здесь тускло освещённая тихая комната контрастирует с предчувствующей шумной уличной сценой. В качестве модели также можно упомянуть «Женщину у окна» (1654) голландского живописца Якобуса Врела.
По композиции и живописному смыслу к «Женщине у окна» Фридриха наиболее близка «Девушка у окна» Фрица фон Уде (1890).
В картине Умберто Боччони «Улица проникает в дом» (1911) раму окна можно считать прозрачной или растворённой. Громкая и красочная городская сцена обрушивается на женщину у парапета, буквально поглощая её.